# Сауран
Саура́н — средневековое городище на юге Казахстана. Во времена Средневековья и Казахского ханства — один из главных присырдарьинских городов. Памятник истории и культуры Казахстана республиканского значения.

## Географическое положение
Городище расположено на территории Сауранского района Туркестанской области, в 43 км северо-западнее города Туркестан, в 1,5 км от административной границы с Кызылординской областью, в 2 км южнее автомобильной трассы Самара — Ташкент, в 500 м от железной дороги. В 5-6 км к западу находится древнее поселение Бозакор, в 7 км к северо-востоку — средневековое городище Жалгызтам.
Современный аул Сауран расположен в 14 км к юго-востоку от городища.

## История

### Домонгольский период
До XIII века город Сауран располагался в 3 км к юго-востоку от нынешнего места расположения городища. На месте прежнего положения также существует городище, именуемое Каратобе. Первое поселение на месте Каратобе возникло в I веке. Однако полноценный город сформировался только в VI веке.
Первое письменное упоминание о Сауране оставил арабский географ X века Макдиси:

Сауран (Савран, Сабран) — большой город, окружённый семью стенами одна за другой, а в нём есть рабад, соборная мечеть находится во внутреннем городе. Он пограничная крепость против гузов и кипчаков.
Город упоминается также в географическом трактате X века «Худуд аль-алам» и путевых заметках киликийского царя Хетума I, составленных в первой половине XIII века.
Согласно сообщению караханидского учёного Махмуда аль-Кашгари, в Сауране жили представители огузского племени ятуков. Во времена государства Караханидов город подчинялся Испиджабу (Исфиджабу; позднее Сайрам) и являлся крупным центром ярмарочной торговли, в особенности с огузами.
В середине XII века старый Сауран оказался в эпицентре междоусобных войн между хорезмшахами, каракитаями и найманами, а в первой половине XIII века был окончательно разрушен монголами.

### Возрождённый город
Несмотря на полное разрушение, Сауран вскоре возродился на новом месте Расцвету города способствовало расположение на караванном пути через проход между хребтом Каратау и Сырдарьёй. Максимальная численность населения города во время расцвета достигала 15 тысяч жителей.
В первой половине XIV века город стал центром Белой Орды. В 1320 году здесь был похоронен правитель Белой Орды Сасы-Бука. Его сын Эрзен развернул в Сауране и в других белоордынских городах интенсивное строительство. Позднее Тамерлан перестроил город как крепость для борьбы с золотоордынцами.
После образования Казахского ханства город вошёл в его состав.
Шейбанидский историк Рузбихан в XV веке называл Сауран «необыкновенно приятным городом» и описывал так:

Построен он в открытой, ровной степи. Он чрезвычайно весёлый, светлый, с мягким бодрящим воздухом, который придаёт разуму радости и силу. […] По всей округе растут и виднеются разного рода красивые деревья. Самый город окружён высокой стеной… а вокруг него ров.
Другой шейбанидский историк Хафиз-и Таныш Бухари в книге «Абдулла-наме» упоминал Сауран как неприступную крепость.
Весьма подробное описание города оставил таджикский историк и писатель Васифи, живший в Сауране с 1514 по 1515 годы. Наиболее интересными достопримечательностями ему показались медресе с двумя качающимися минаретами и система кяризного водоснабжения — ирригационная система колодцев с подземными каналами для орошения полей, которую строили две сотни индийских рабов.
На протяжении XVI века Сауран неоднократно захватывался шейбанидами, однако казахи всякий раз отбивали город обратно.

### Упадок
Впервые серьёзный урон возрождённому городу был нанесён в 1598 году в ходе осады шейбанидскими войсками. Шейбаниды применили метательные машины, разрушившие множество жилищ и срубов колодцев. Вода из рва была выпущена, а под стены крепости были сделаны подкопы.
Тем не менее, на протяжении большей части XVII века Сауран ещё оставался значимым городом Казахского ханства, а набеги соседних государств надолго прекратились. Необратимым процесс упадка стал лишь в 1680-е годы, что было характерно и для других присырдарьинских городов. В период 1723—1727 годов, именуемый казахами «Годами великого бедствия», город был разрушен джунгарами.
Во второй половине XVIII века русский географ П. И. Рычков сообщал о Сауране лишь как о «мелком местечке около Туркестана». В первой половине XIX века город окончательно опустел.

## Архитектура

### Городская стена

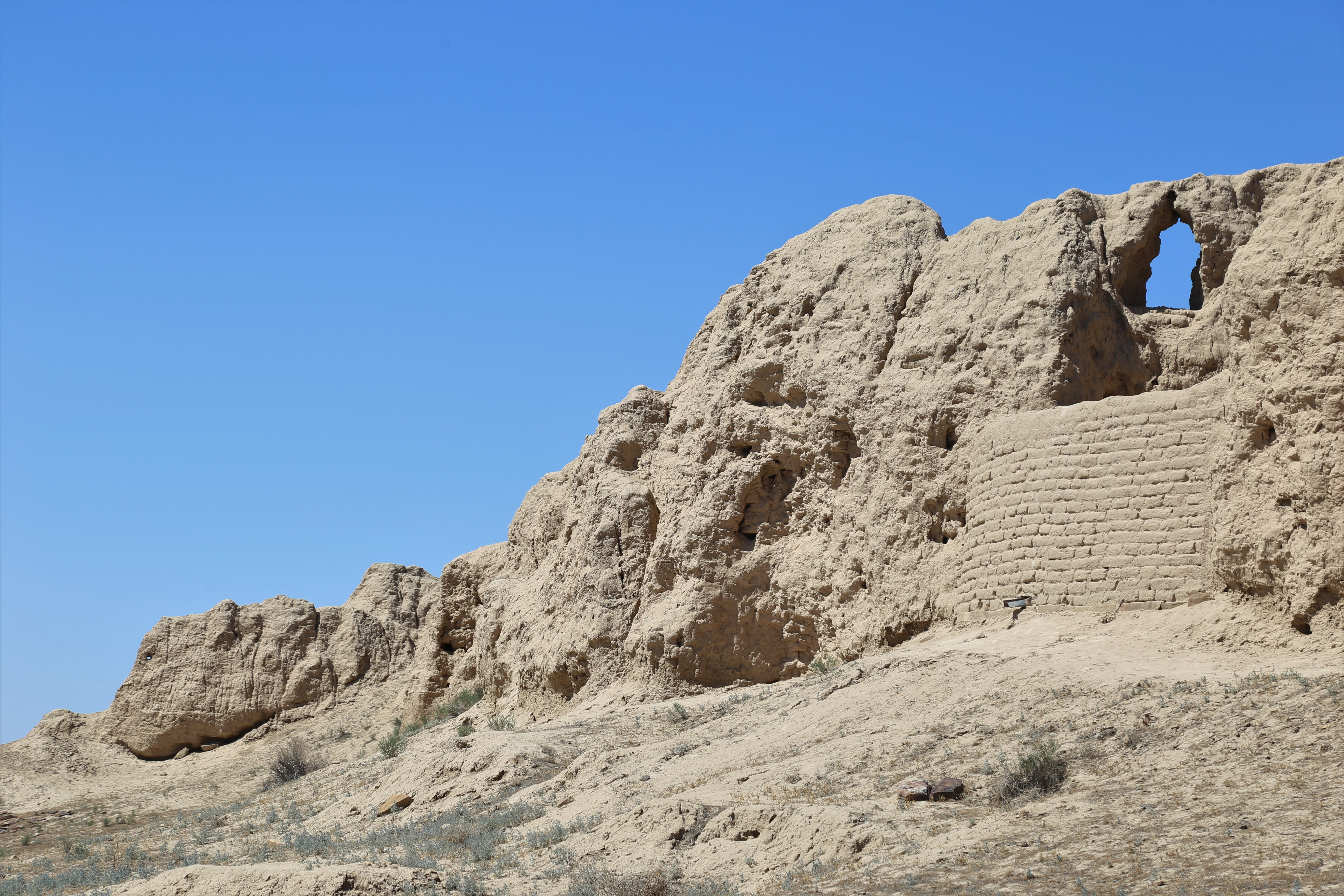
Остатки городских стен

В настоящее время городище представляет собой овальную в плане площадку высотой 2—2.5 м, вытянутую с северо-востока на юго-запад на 800 м и с северо-запада на юго-восток на 550 м. Площадка окружена стеной из кирпича-сырца и пахсы, возведённой на стилобате высотой 2—3 м. До наших дней сохранились оплывшие участки стены высотой 3—6 м и остатки четырёх двухъярусных башен, выступающих за линию стены. Башни некогда увенчивались куполами, опирающимися на тромпы. Снаружи стену окружали ров глубиной 1—3 м и шириной 15—20 м и земляной вал высотой 1—1,5 м и шириной до 5 м, возникший при создании рва.
В стене размещались двое ворот, ширина проходов которых составляла 5—6 м. Главные городские ворота находились в северо-восточной части стены и укреплялись двумя башнями, образующими коридор длиной около 20 м. Вторые ворота, находившиеся в юго-восточной части стены, сохранились плохо. Помимо ворот, в город можно было попасть через арочный проход шириной 1,2 м и высотой 1,7 м в восточной башне.

### Городская и пригородная застройка

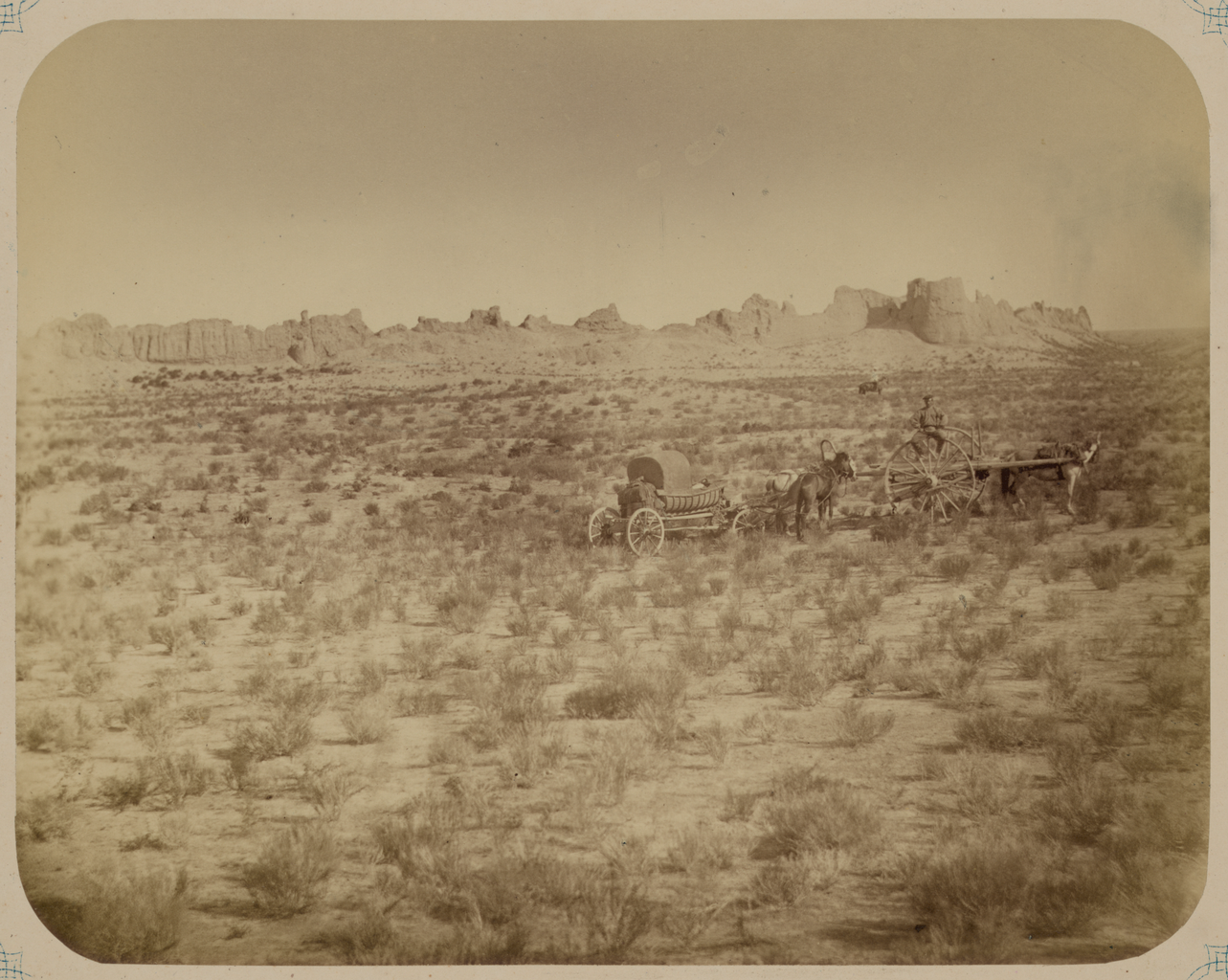
Стены городища в 1866 году

Главная улица шла от северо-восточного въезда в юго-западном направлении, разделяя город почти пополам. На расстоянии 150 м от юго-западной стены улица заканчивалась пересечением с перпендикулярной улицей, идущей к юго-восточным воротам из северо-западной части города. На расстоянии 210 м от северо-восточных ворот слева располагалась площадь, на которую выходили соборная мечеть и медресе. Здания на площади были сложены из жжённого кирпича и облицованы разноцветными глазурованными плитами. Недалеко от северо-восточных ворот находилось шестиугольное здание ханаки — суфийской обители.
Город окружало кольцо пригородной застройки как плотного, так и усадебного типа. Площадь пригорода составляла около 4 км². Радиус кольца застройки достигал 1600 м. На территории располагались приблизительно 350 усадеб средней площадью около 1 га. Площадь наиболее крупных усадеб достигала 1,8 га, площадь самых мелких составляла 0,5 га. На территории усадеб рядом с домами выделяются остатки участков с бахчевыми культурами, садами, виноградниками и посевами зерновых культур. В восточной части пригорода располагалась праздничная мечеть (намазгох).
От системы кяризов до наших дней остались цепочки вентиляционных колодцев диаметром 5 м, расположенных в 12—15 м друг от друга.
Многие развалины сохранились плохо, поскольку местные жители после опустения города использовали их в качестве источника строительных материалов.

#### Архитектурный ансамбль центральной площади

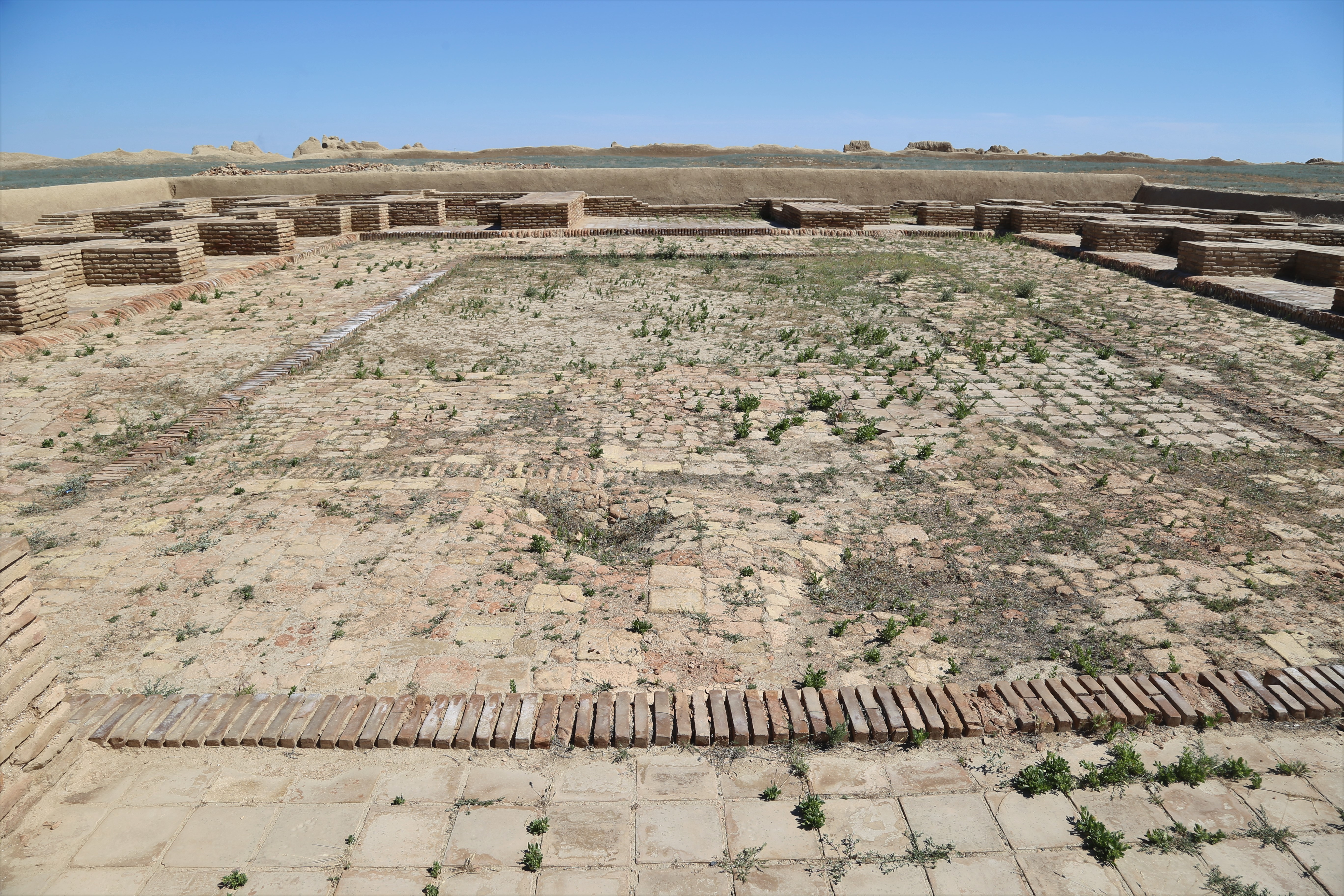
Мечеть Саурана

В северо-западной части площади располагалась соборная мечеть размерами 34×31 м. Здание мечети было многокупольным и сочетало в себе традиции арабской и среднеазиатской архитектуры: в центре находился внутренний двор размерами 17,8×15,3 м, с двух сторон охваченный колонными галереями, а напротив михрабного зала располагался айван. Мечеть стояла на пахсовом фундаменте, а кирпичи стен скреплялись алебастровым раствором. Толщина наружных стен достигала 1,4 м.
Во время общего упадка города здание мечети использовалось под гончарную мастерскую и даже в качестве временного жилья. Об этом свидетельствуют остатки временных печей и осколки бытовой глазурованной посуды, обнаруженные в ходе раскопок. Значительная часть стен была разобрана с целью добычи кирпича.
К северу от мечети расположены руины неидентифицированного здания, в котором могли размещаться медресе, ханака или караван-сарай. Как и мечеть, постройка увенчивалась несколькими куполами. Здание построено позднее мечети и занимает территорию больше 2000 м². Главный вход, выполненный в виде невысокого портала с широким айваном, располагался в юго-восточной стене. В юго-восточной и южной стенах размещались арочные ниши, вероятно использовавшиеся под торговые лавки. Структура сооружения включала в себя сразу несколько айванов различного размера. Присутствовал и внутренний двор размерами 14,8×11,5 м. Наилучшим образом до нашего времени сохранилась северная часть здания. На территории обнаружены следы производства меди или бронзы, а также других ремесленных работ. Одно из помещений, на внутренних стенах которого сохранились следы старинных граффити, могло использоваться как гурхана — место захоронения.

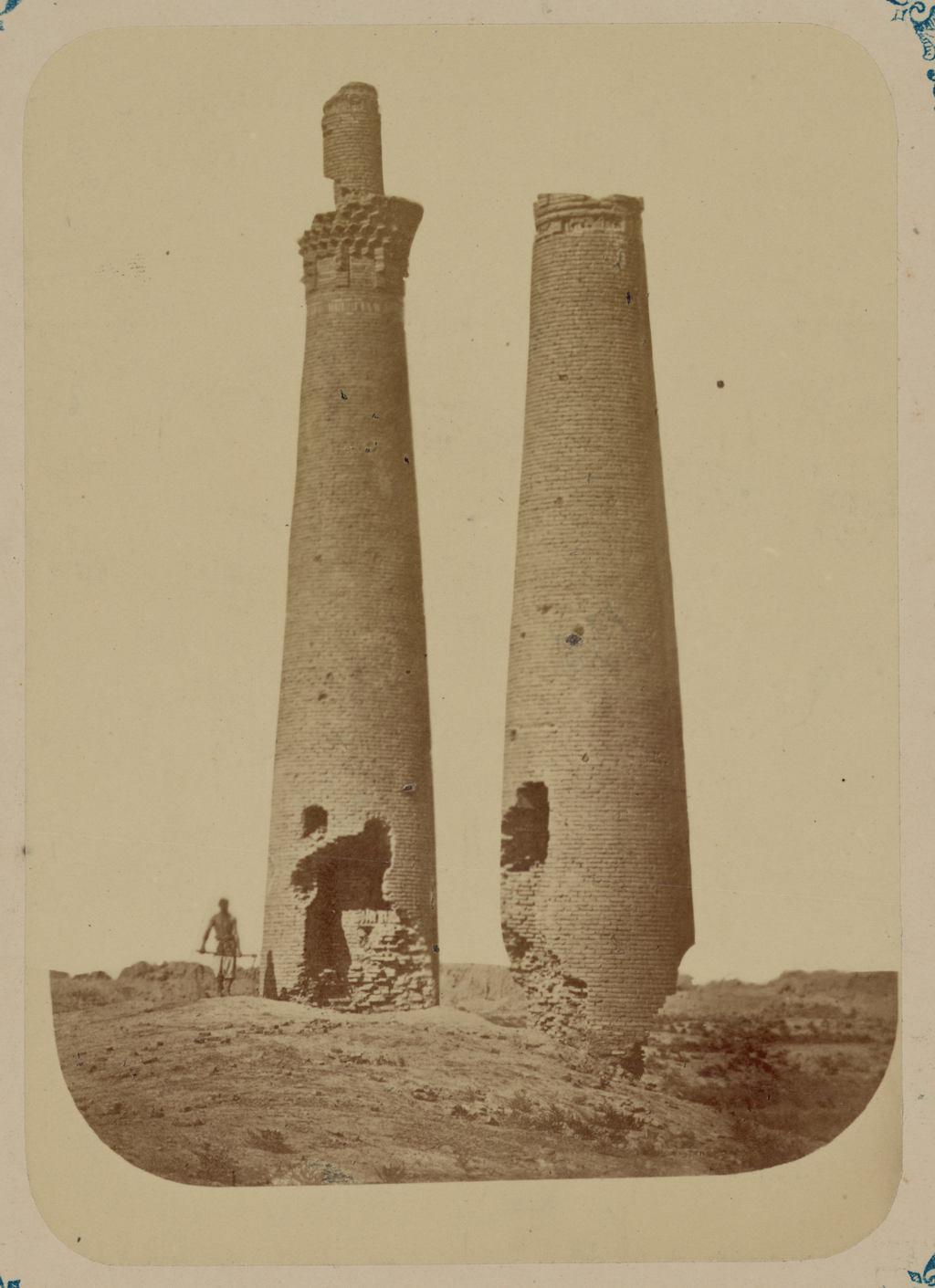
Минареты Саурана в 1866 году

К восточному краю площади примыкало здание медресе с минаретами, отмеченное Рузбиханом. Медресе было построено в 1515 году, во время бухарского владычества над Саураном, по приказу бухарского правителя Убайдулла-хана. Размеры территории составляли 31,5×28 м. Главный вход и минареты выходили на северо-запад. Здание располагалось на цоколе высотой 1,2 м. Как и в случае неидентифициированного здания, конструкция включала в себя несколько айванов (в том числе входной, к которому вела лестница шириной 3,3 м, прорезающая цоколь) и внутренний двор размерами 11,7×8,5 м. Толщина несущих стен превышала 1,5 м. Под минаретами был устроен многослойный сейсмостойкий фундамент. До наших дней наилучшим образом сохранились худжры — однокомнатные жилые помещения для преподавателей и учащихся медресе. Минареты какое-то время сохранялись и после исчезновения города, но во второй половине XIX века обрушились.

## Исследования
Первое археологическое обследование городища произвёл российский археолог П. И. Лерх в 1867 году. В советские годы Сауран посещали: в 1947 году — Южно-Казахстанская археологическая экспедиция (руководитель А. Н. Бернштам), в 1967 году — Семиреченская археологическая экспедиция (руководитель К. А. Акишев), в 1986 году — археологическая экспедиция Свода памятников истории и культуры Казахстана Института истории, археологии и этнографии им. Ч. Ч. Валиханова АН Казахской ССР. В 2004 году были начаты исследовательские работы в рамках казахстанской национальной культурной программы «Культурное наследие» (каз. Мәдени мұра).
Сауран — место первой находки на территории Казахстана системы кяризов.
Найденные в ходе раскопок предметы (следы мелких мастерских и осколки керамической посуды) преимущественно относятся к периоду упадка города. Однако археологами были обнаружены и менее тривиальные предметы, среди которых образцы китайского селадона и фарфора XVI—XVII веков. В 2015 году был найден клад из 25 кг медных монет, среди которых как изготовленные на местном монетном дворе, так и отчеканенные в Русском царстве при Алексее Михайловиче.

## Охранный статус
Городище входит в список памятников истории и культуры Казахстана республиканского значения.
Памятник входит в состав государственного музея-заповедника «Азрет-султан» с центром в Туркестане.
В 2016 году Министерство культуры и спорта Республики Казахстан сообщило о планах внести городище Сауран в список объектов Всемирного наследия ЮНЕСКО в Казахстане.